# Свилен конац (филм)
Свилен конац је српски хумористичко-драмски филм из 2023. године, у режији Дамира Романова, по сценарију Милице Јевтић.
Филм је премијерно доступан од 1. априла 2023 године на стриминг платформи Аpollon.

## Радња
Ово је питка људска прича о породици и сазревању, о истрајности и сновима.
У центру приче је младић Миша, који са оцем и баком живи у забаченом планинском селу.
Бескрајно даровит, он машта да постане виолиниста, али је свестан реалности која га спутава.
Све док не сретне Ему, другарицу из детињства, која ће му помоћи да схвати колико су у животу важни снови...

## Улоге
| Глумац                      | Улога              |
| --------------------------- | ------------------ |
| Андреј Њежић                | Миша               |
| Невена Игњатовић            | Ема                |
| Олга Одановић               | Милена             |
| Александар Стојковић        | Раша               |
| Недељко Бајић               | Драган             |
| Елена Громилић              | Невена             |
| Светлана Голубовић Шкундрић | професорка музике  |
| Никола Бојић                | студент на ходнику |
| Иван Рајковић               | контрабасиста      |